# Basilique Notre-Dame-de-la-Recouvrance des Tourailles
Pour les articles homonymes, voir Notre-Dame-de-la-Recouvrance.
La basilique Notre-Dame-de-la-Recouvrance des Tourailles, aussi appelé basilique Notre-Dame-de-Recouvrance, est l'église paroissiale catholique actuelle des Tourailles, commune déléguée d'Athis-Val de Rouvre.

## Localisation
La basilique est située dans le centre des Tourailles, à environ une dizaine de kilomètres du centre de la commune nouvelle d'Athis-Val de Rouvre.

## Historique
Un premier monastère et une église étaient situés à la Touraille au IXe siècle. Durant les invasions normandes, le monastère est détruit. Les édifices religieux sont cependant rebâtis à la suite de la conversion des Normands. Cachée des Normands, la statue de la Vierge avait été retrouvée intacte dans le lieu où elle avait été enterrée quelque temps plus tôt et a été remise dans l'église. Les fidèles ont donc commencé à la vénérer sous le nom de Notre-Dame-de-la-Recouvrance, qui était fréquemment invoquée par les épouses des marins en Normandie pour qu'elles retrouvent leurs époux. Une nouvelle statue est fabriquée au XIVe siècle. La première église est construite au XIe siècle ou au XIIe siècle et est donnée au diocèse par Foucher des Tourailles en 1208. Le site gagne de l'importance au XVIe siècle en tant que lieu de pèlerinage, si bien qu'en 1590, alors qu'il assiégeait Falaise, Henri IV décide de prier dans l'église, bien qu'il fût protestant. Les parents de saint Jean Eudes y ont aussi prié pour la naissance de leur enfant. Pendant la Révolution française, pour éviter la destruction du patrimoine religieux, la statue de la Vierge est brisée et cachée dans le cimetière, mais certaines pièces n'ont jamais été retrouvées. Au XIXe siècle, la statue est déterrée et est décorée comme une madone italienne pour cacher les parties qui avaient disparu, puis replacée dans l'église. 
En 1821, l'abbé Durand, curé des Tourailles, reçoit l'approbation de l'évêque Alexis Saussol pour sa confrérie de l'Immaculée-Conception, située dans la basilique. En 1903, une nouvelle statue de la Vierge est réalisée par Maurice Lefebvre. L'évêque Octave Pasquet consacre le sanctuaire le 22 août 1932 et le Couronnement de la Vierge y a lieu le 17 août 1939 par Emmanuel Suhard. En 1939, se termine aussi la construction de l'église.
Au XXIe siècle, le sanctuaire et l'église sont encore des lieux de pèlerinage visités par des fidèles voulant y prier Notre-Dame de Recouvrance.

## Description

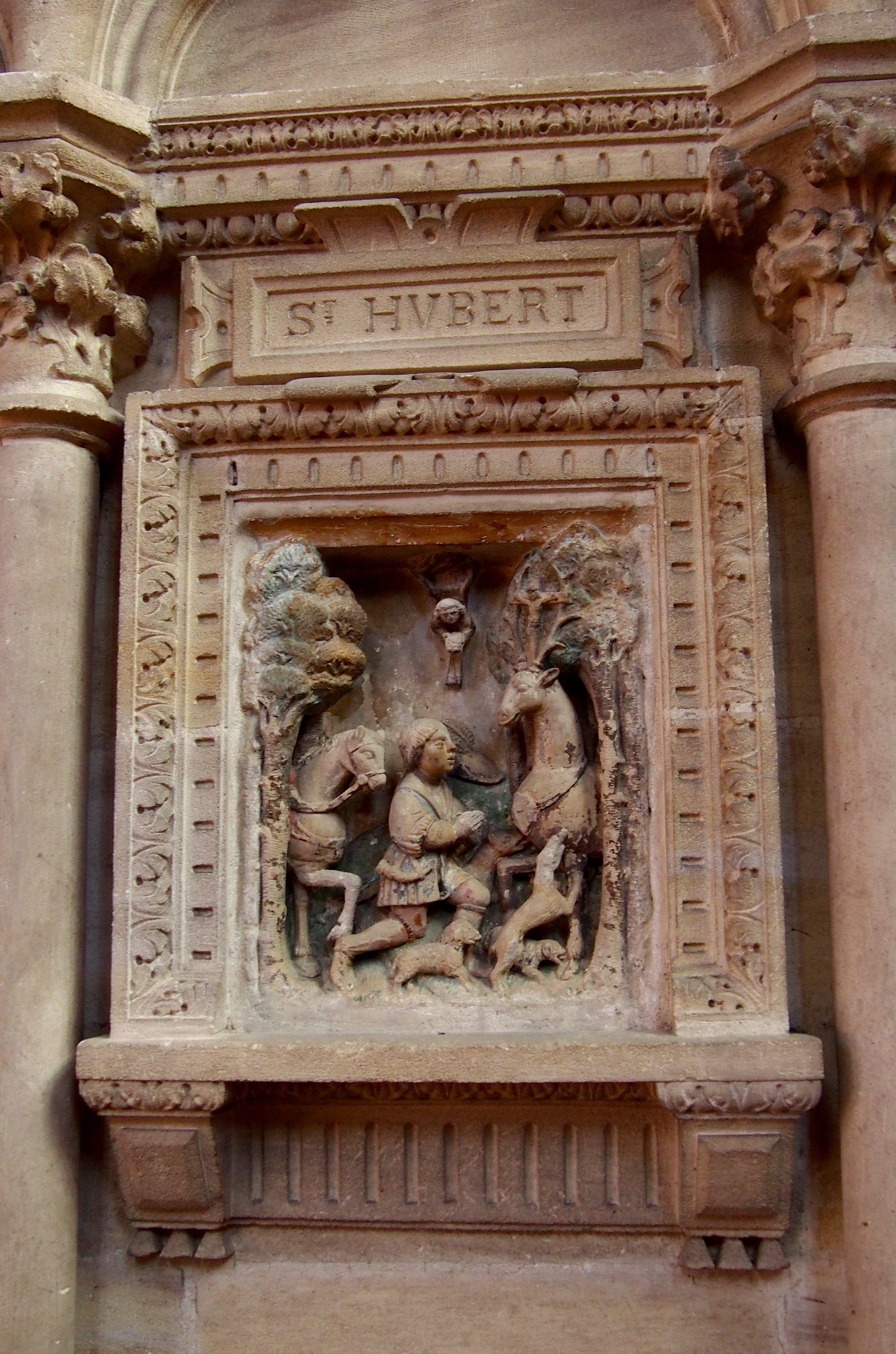
Bas-relief représentant saint Hubert de Liège.

Dans le chœur se trouve l'autel avec un bas-relief représentant Jésus retrouvé au temple. Il y a aussi une statue de Notre-Dame-de-la-Recouvrance, datant du XIVe siècle et une chaire en marbre de Carrare. Le bas-relief de saint Hubert de Liège à l'intérieur de l'église a été classé monument historique en 1993.
À l'extérieur se trouve la fontaine de saint Martin de Tours.